# Уитмор, Митчел
Митчел Уитмор (англ. Mitchell Whitmore; род. 18 декабря 1989, Санта-Ана, Калифорния) — американский конькобежец. Брат известной конькобежки Крис Уитти, выигравшей три олимпийских медали.

## Карьера
В 2006 году занял шестое место на Чемпионате США по спидскейтингу на дистанции 10 000 метров.
В 2009 году на Чемпионате мира среди юниоров по спидскейтингу занял первое место на дистанции 500 метров.
В 2009 году на Чемпионате США по конькобежному спорту в спринтерском многоборье занял первое место.
В 2010 году на зимних Олимпийских играх по конькобежному спорту на дистанции 500 метров занял 37-е место.
На Чемпионате мира по конькобежному спорту на дистанции 500 метров в 2013 году занял 23-е место. В этом же году на Чемпионате мира по конькобежному спорту на дистанции 1000 метров занял 22-е место.
Принимал участие на зимних Олимпийских играх 2014 года в Сочи заняв 27-е место на дистанции 500 метров. В этом же году на Чемпионате мира по конькобежному спорту в спринтерском многоборье 2014 занял 7-е место.